# Кай, Наташа
Наташа Канани Джанин Кай (англ. Natasha Kanani Janine Kai , 22 мая 1983 года, Кахеку) — американская футболистка, нападающая клуба «Скай Блю». Олимпийская чемпионка 2008 года, бронзовый призёр чемпионата мира 2007 года. Также входила в состав сборной США по регби.

## Биография

### Ранние годы и университет
Родилась в семье Шэрон и Бенни Кай, имеет филиппинские, гавайские и китайские корни. Отец работал в Полинезийском культурном центре Оаху, мать была учительницей. В возрасте пяти лет она наступила на разбитую бутылку и повредила сухожилия на ноге. Врачи сомневались в том, что в будущем Наташа сможет бегать. У спортсменки три брата и две сестры, все младше неё. В 2001 году закончила старшую школу в Кахеку. Была одной из лучших спортсменок школы — помимо футбола также занималась баскетболом, волейболом и лёгкой атлетикой. Выигрывала чемпионат штата по бегу на 110 метров с барьерами, прыжкам в длину и высоту. В 2002 году поступила в Гавайский университет, изучала социологию.
В 2002 году была признана Новичком и Лучшим игроком года Западной конференции NCAA. Провела за университетскую команду 17 матчей, забив в них 10 мячей, в том числе сделав два хет-трика. Установила четыре рекорда конференции.
В 2003 году Наташу вновь признали Игроком года. Она стала вторым спортсменом в истории конференции, получившим приз два года подряд. Также установила рекорды университета по голам за игру (5), сезон (29) и карьеру (45). По ходу сезона отличилась в 14-ти матчах из проведённых 19-ти. Сделала четыре хет-трика.
В 2004 году улучшила свой же рекорд, доведя число забитых голов за команду до 57-ми. По итогам сезона претендовала на Трофей Херманна, вручаемый лучшим футболисту и футболистке студенческих чемпионатов.
В последний сезон выступлений за команду вновь была признана Игроком года конференции, получив этот приз в третий раз. Забила 15 мячей, а её команда выиграла регулярный чемпионат. Всего за четыре года забила за команду 72 мяча в 72-х сыгранных матчах.

### Профессиональная карьера
C 2004 по 2006 год выступала за сборную США возрастной категории до 21 года. Забила за команду 12 мячей.
После окончания университета была вызвана в сборную США. Дебютировала за команду на Кубке Алгарве в 2006 году. В первых двух матчах за команду забила по голу в ворота Дании и Франции. Выступала за сборную на чемпионате мира в Китае, где США заняли третье место. На Олимпиаде в Пекине вместе с командой выиграла золото. Забила победный мяч в дополнительное время четвертьфинального матча с Канадой. Последний матч за сборную провела в 2009 году в финале Кубка Алгарве против Швеции.
Клубную карьеру начала в 2009 году, попав по программе распределения игроков сборной США, в клубе «Скай Блю». В дебютном сезоне забила шесть мячей в регулярном чемпионате. Ещё один гол забила в 1/4 финала в ворота «Вашингтон Фридом». В финальном матче плей-офф против «Лос-Анджелес Сол» сделала голевую передачу, а её команда одержала победу со счётом 1:0.
В 2010 году забила за клуб 5 мячей в 19-ти матчах. В 2011 году перешла в «Филадельфию». Провела за новый клуб 19 матчей, забив в них 10 мячей. «Филадельфия» дошла до финала плей-офф, в котором в серии пенальти уступила «Вестерн Нью-Йорк Флэш». После окончания чемпионата завершила футбольную карьеру и начала тренировки со сборной США по регби.
В 2012 году вместо расформированной лиги WPS была основана Национальная женская футбольная лига. В феврале 2013 года на драфте Наташа, на тот момент восстанавливавшаяся после травмы колена, была выбрана клубом «Вашингтон Спирит», но контракт с командой так и не заключила.
Перед стартом чемпионата 2016 года возобновила футбольную карьеру после пятилетнего перерыва, вернувшись в «Скай Блю». За сезон забила четыре мяча и сделала одну голевую передачу. Осенью 2016 года, после завершения чемпионата, перенесла операцию, ставшую следствием хронической травмы. В состав команды вернулась в июле 2017 года.

## Награды и достижения

### Клубные
Скай Блю:
- Чемпионка WPS: 2009

### Сборная
США:
- Победительница Олимпийских игр: 2008
- Бронзовый призёр чемпионата мира: 2007

## Личная жизнь
У спортсменки пятьдесят пять татуировок, ставших темой статьи в «ESPN Magazine» и выпуска реалити-шоу «LA Ink» на канале TLC.
Перед Олимпиадой в Пекине сообщила о том, что недавно рассталась со своей девушкой.